# Platyzosteria grandis
Platyzosteria grandis es una especie de cucaracha terrestre del género Platyzosteria, tribu Polyzosteriini, subfamilia Polyzosteriinae. Fue descrita científicamente por Saussure en 1873.

## Distribución
Se distribuye por Oceanía: Australia (Victoria y Australia Meridional).